# Медси
Медси́ — российская сеть частных медицинских клиник, контролирующая по состоянию на 2014 год крупнейшую долю (более 1 %) российского рынка коммерческой медицины России и 4 % — в Москве. Основана в 1996 году. Активы сети принадлежат АФК «Система». По состоянию на 2024 год сеть насчитывает 148 клиник.
Сеть включает 13 лечебно-профилактических учреждений в Москве и области, 7 клиник в регионах, 76 медицинских пунктов в городах России, 3 клинико-диагностических центра, Департамент семейной медицины, службу Скорой медицинской помощи, 2 специализированных детских клиники, а также педиатрические отделения в клиниках Москвы и регионов, 2 клинические больницы, 3 санатория и 3 фитнес-центра. Компания отмечает среди своих сотрудников 76 докторов медицинских наук, 432 кандидатов медицинских наук и более 2 тысяч врачей-специалистов. В 2014 году количество посещений увеличилось до 6035,3 тысяч.

## История
ЗАО «Медси» существует с 1996 года, первая клиника открыта на базе поликлиники № 6 Мосгорздравотдела, которая специализировалась на обслуживании иностранных граждан. Изначально клиника создавалась для сотрудников АФК «Система», в 2002 году начала принимать пациентов на коммерческой основе.
В апреле 2005 года в Москве на Большой Пироговской улице открылась детская поликлиника «Медси II».
В 2007 году АФК «Система» передала в сеть клиник активы компании «Медэкспресс» и семейную клинику American Medical Centers, ориентированную на обслуживание состоятельных клиентов и иностранцев.
В марте 2009 года на базе клинической больницы Центросоюза РФ был открыт стационар «Медси».
В декабре 2010 года начала работу семейная клиника в Щёлково, ориентированная также на обслуживание жителей городов Фрязино, Балашиха, Ивантеевка, посёлка Загорянский[значимость факта?].
В 2012—2013 годах произошло слияние «Медси» и ГУП «Медицинский центр Управления делами Мэра и Правительства Москвы». Передав ГУПу 25% своих акций, «Медси» получила пять поликлиник в Москве, три стационара и три санатория в Москве и Крыму. В 2015 году АФК «Система» выкупила у города акции «Медси» и снова стала её единственным владельцем.
В 2018 году руководство компании объявило о ближайших планах, в которые входит инвестиция 2,4 млрд руб. в создание собственных: R&D-лаборатории (1,6 млрд руб) и центра ядерной медицины с радионуклидным подразделением (800 млн руб).
По итогам 2018 года сеть клиник «Медси» заняла второе место в рейтинге крупнейших частных клиник России, составленном журналом Forbes. В 2017 году выручка сети клиник, насчитывающей 35 медицинских учреждений, составила 11,7 млрд рублей. В 2018 году «Медси» завершила покупку пермских клиник «Медлайф».
В 2019 году «Медси» запустила франшизу. 
В 2021 году «Медси» запустила лабораторную сеть SmartLab.
В феврале 2022 года «Медси» заключила соглашение о сотрудничестве в сфере здравоохранения с крупнейшей южнокорейской телеком-компанией KT Corporation.
В апреле 2022 года «Медси» приобрела 17 клиник сети «Лабдиагностика» в Перми.
В июне 2024 года основатель АФК «Система» Владимир Евтушенков заявил, что «Медси» готова к IPO. Выход компании на биржу обсуждается с 2014 года, однако размещение постоянно откладывалось.
В 2025 году стало известно подготовке к открытию первой клиники «Медси» за рубежом — в Душанбе.

### Дело Елены Мисюриной
В июле 2013 года в клинике погиб пациент, в его смерти обвинили врача гематолога Елену Мисюрину. Обвинение строилось на результатах патологоанатомической экспертизы, проведённой с многочисленными нарушениями. 22 января 2018 года суд первой инстанции (Черёмушкинский районный суд города Москвы) приговорил Мисюрину к 2 годам лишения свободы в колонии общего режима. 4 марта 2021 года этот приговор был отменён Московским городским судом, а уголовное дело было прекращено за отсутствием состава преступления.

## Структура
В состав сети входят:

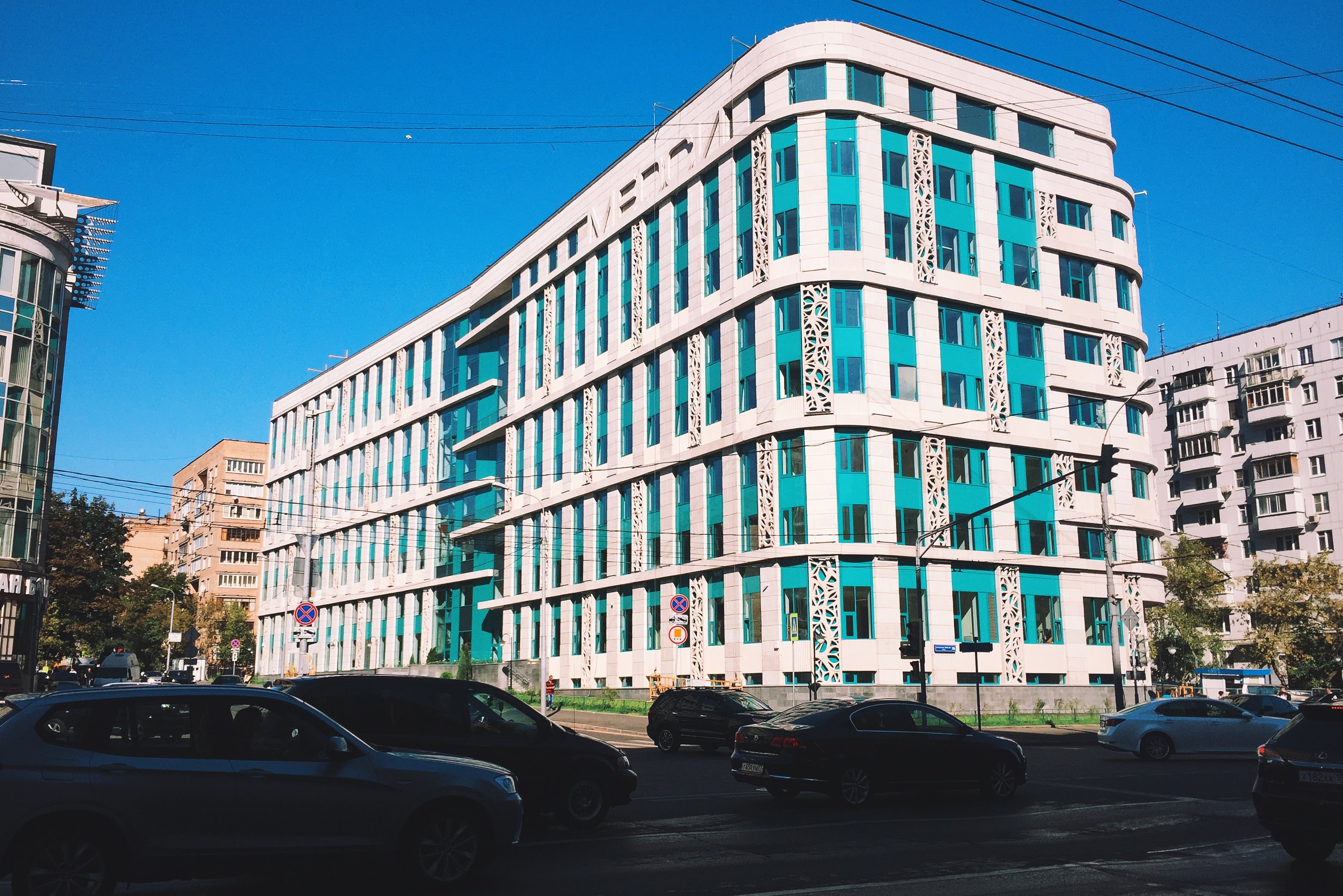
Клинико-диагностический центр «Медси» на Красной Пресне

- 3 клинико-диагностических центра в Москве — «на Белорусской» (Грузинский пер.), в Грохольском переулке и на Красной Пресне (ул. Красная Пресня);
- детские клиники «На Пироговской», «На Трифоновской», «в Благовещенском переулке» в Москве;
- сеть небольших и средних клиник в Москве;
- сеть клиник в ближнем Подмосковье;
- 17 клиник сети «Лабдиагностика» в Перми;
- сеть клиник «АСПЭК» в Ижевске;
- клиники в Барнауле, Брянске, Волгограде, Волжском, Нижнем Новгороде, Нижневартовске, Нягани, Ижевске[19][неавторитетный источник];
- клиника офисного формата, открытая 23 января 2018 года в Москве на территории Делового квартала «Симоновский»[20].

Стационарная помощь оказывается в пяти медицинских учреждениях в Москве (клинические больницы и клинико-диагностические центры).

## Собственники и руководство
95% акций компании контролирует АФК «Система», ещё 5% принадлежат менеджменту.
С декабря 2023 года должность президента компании занимает Андрей Соколов, до него эту должность занимала Елена Брусилова (2014—2023).
Медицинский директор сети — Игорь Семенякин. Председатель совета директоров — Артём Сиразутдинов.

## Рейтинги
- В августе 2022 года рейтинговое агентство «Эксперт РА» присвоило компании рейтинг «ruA+», прогноз «стабильный». В 2023 году рейтинг был повышен до ruAA-, в 2024 и 2025 — подтверждён[22].

- Рейтинговое агентство АКРА в 2024 году присвоило холдинговой компании рейтинговую оценку AA-(RU) со стабильным прогнозом (рейтинг подтверждён в 2025)[23].

## Признание
Сеть клиник «Медси» стала лауреатом премии РБК «Компания года 2008» в номинации «За вклад в обеспечение здоровья нации».